# Babassupalme

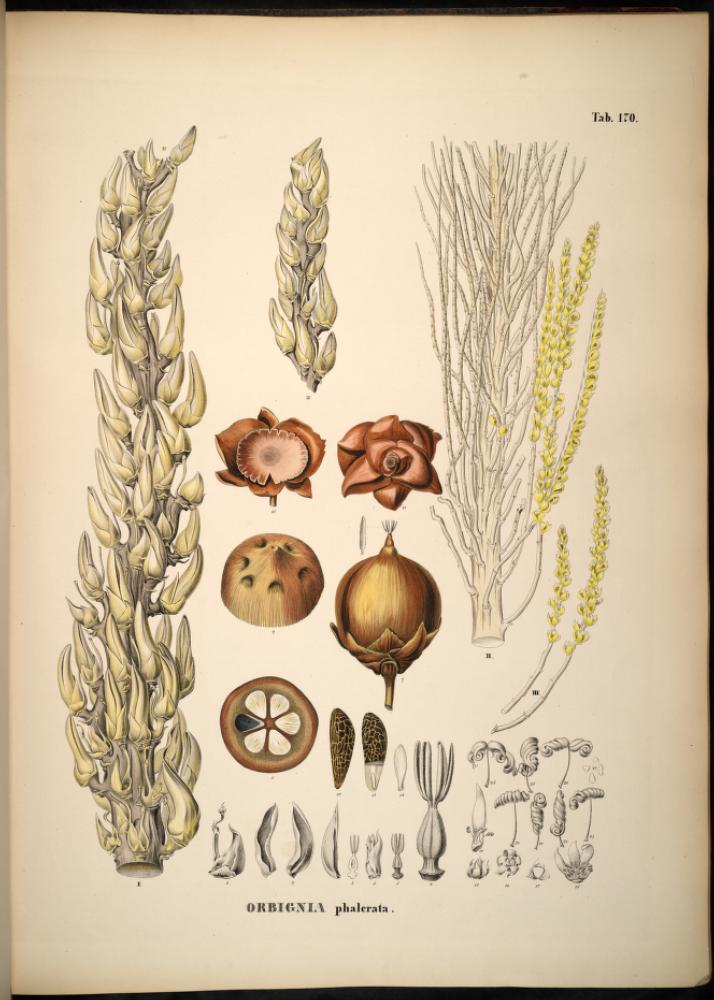
Illustration von Attalea speciosa aus Carl Friedrich Philipp von Martius: Historia Naturalis Palmarum

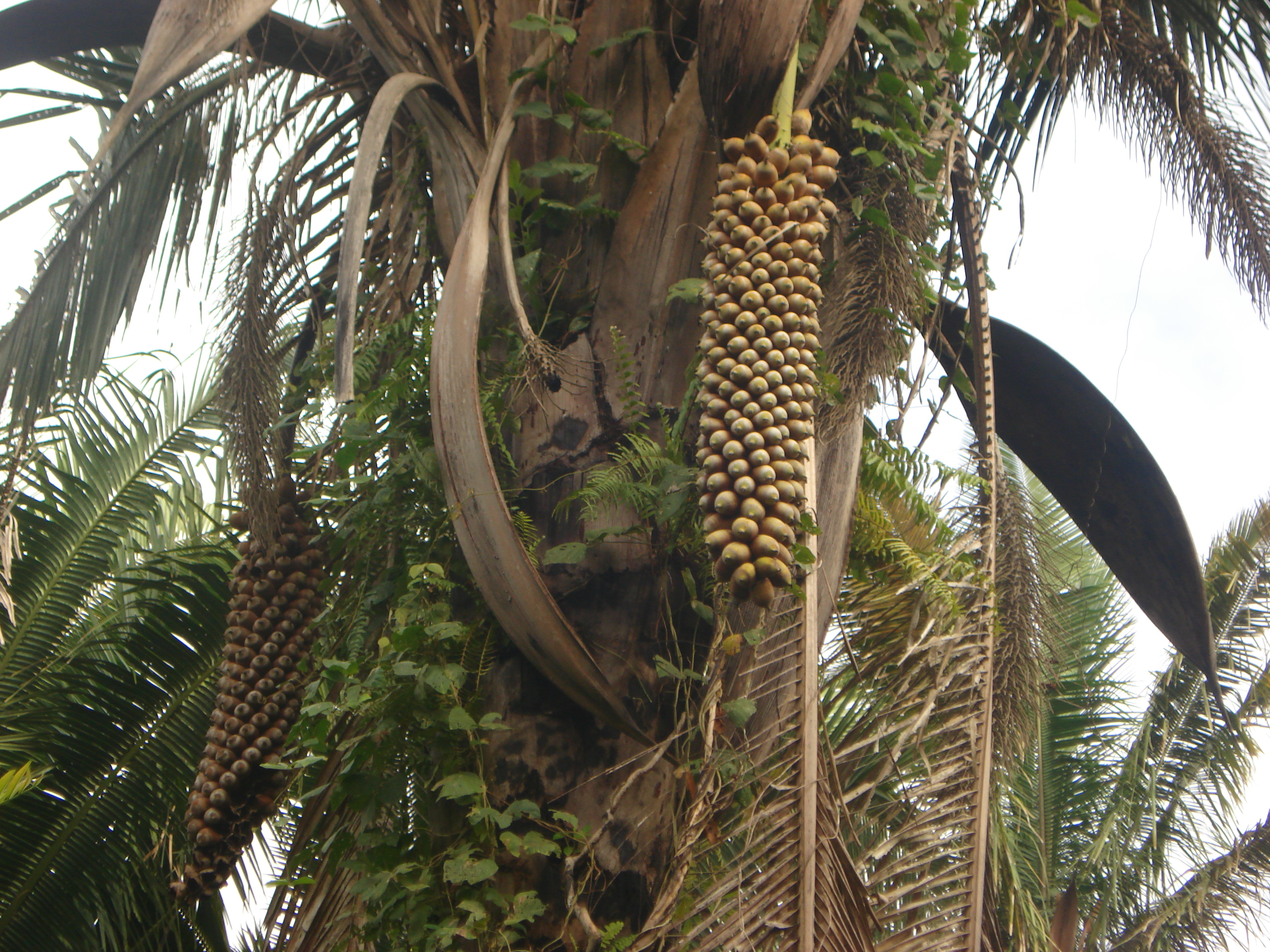
Fruchtstände von Attalea speciosa, man sieht auch die bogenförmigen, verholzten Hochblätter

Die Babassupalme (Attalea speciosa), auch Cusipalme, ist eine südamerikanische Palmenart aus der Gattung Attalea, aus deren Samen das Babassuöl gewonnen wird. Ähnlich ist die Cohunepalme (Attalea cohune), aus deren Samen ebenfalls Pflanzenfett gewonnen wird.

## Beschreibung

### Vegetative Merkmale
Attalea speciosa ist eine einzelstämmige, monozöische Palme, die bis 30 m hoch wird und Stammdurchmesser von 20–50 cm erreicht. Die Palme kann bis 200 Jahre alt werden und trägt das erste Mal nach 8–10 Jahren Früchte. Die 12–20 Blätter sind an der Krone angeordnet, sie sind sechs bis neun Meter lang und stehen nach oben und in spitzem Winkel nach außen ab, die Spitzen sind bogig nach unten gekrümmt und häufig verdreht. Der Blattstiel ist bis 1,5–2 Meter lang, die Blätter tragen 150 oder mehr 30–70 cm lange und ca. 3–4 cm breite, mattgrüne, lineallanzettliche, einfach gefaltete Fiederblättchen entlang der Rhachis.

### Generative Merkmale
Die eins bis acht, bis zu einem Meter oder länger gestielten Blütenstände sind hängend und entweder rein männlich, weiblich oder bisexuell (androgyn). Sie erreichen Längen von einem bis zu zwei Meter. Es ist ein etwa ein Meter langes Vorblatt vorhanden. Im Knospenstadium sind die Blütenstände vom ca. zwei Meter langen und ca. 20 cm breiten, bootförmigen sowie langspitzigen und verholzten Hochblatt umgeben. Männliche Blütenstände haben bis 400 Seitenzweige, jeder mit 15–100 Blüten. Die männlichen Blüten sind weißlich-gelblich, sie haben 12–24 Staubblätter mit verdrehten Antheren. Die weiblichen Blütenstände tragen weibliche und steril männliche Blüten. Die bisexuellen Blütenstände haben etwas mehr Seitenzweige, jeder trägt ein bis zwei (selten drei) weibliche Blüten und eine bis mehrere männliche Blüten, die sich häufig nicht voll entwickeln.

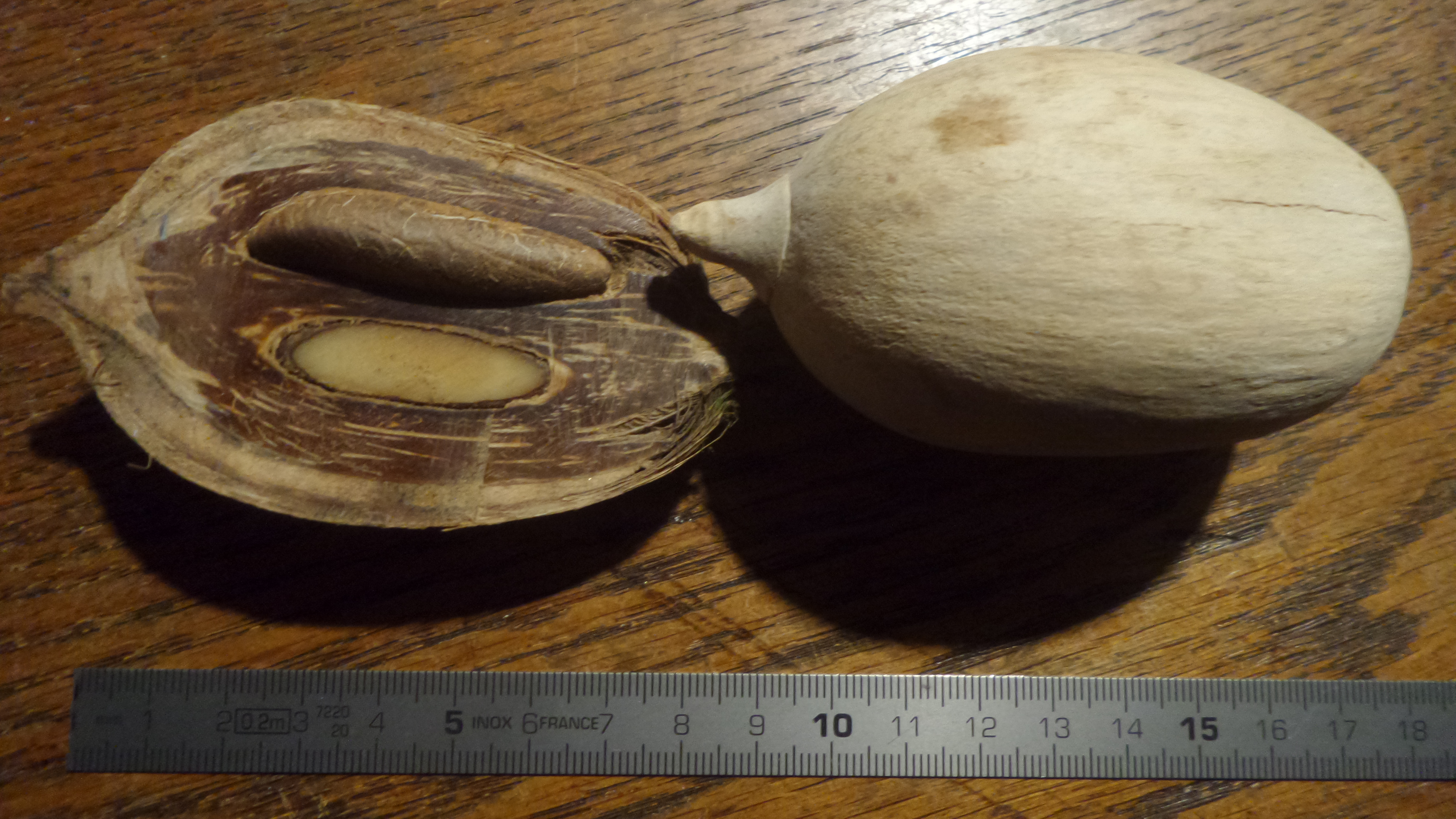
Frucht der Babassupalme

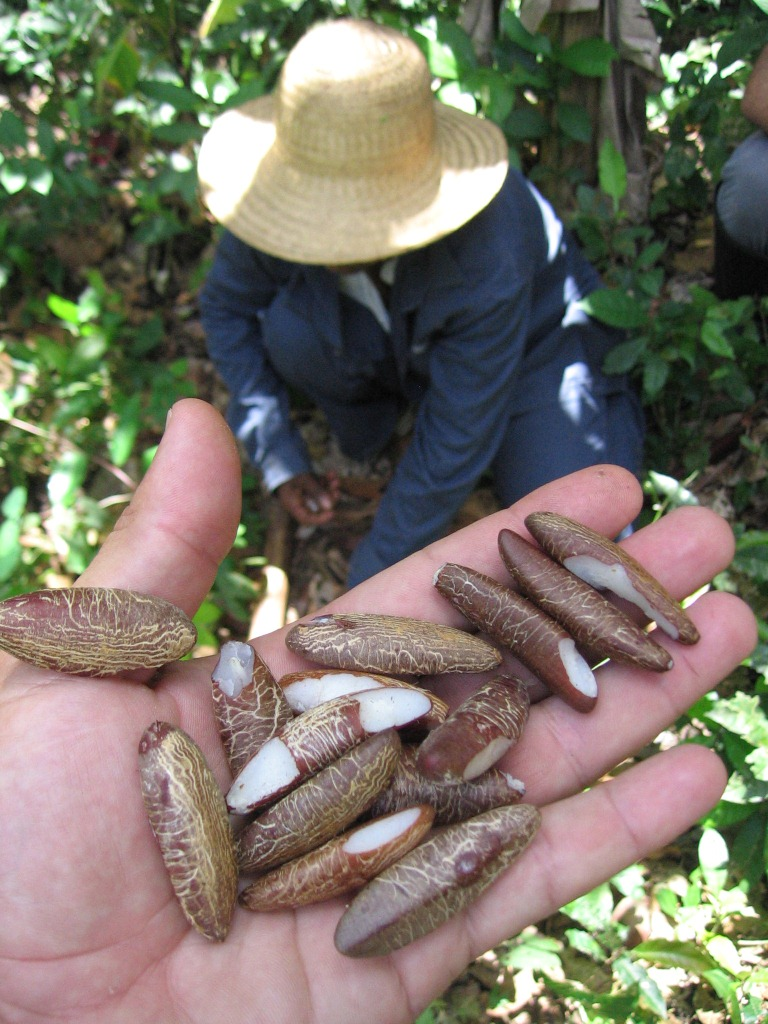
Samenkerne von Attalea speciosa

Die schnabelspitzige Frucht ist eine ellipsoide Steinfrucht von 6–15 cm Länge und 4–10 cm Breite. Das haselnussbraune Exokarp ist faserig und bis 4 mm dick, das fleischige, trockene bis ca. 10 mm dicke Mesokarp ist faserig bis mehlig, es enthält viel Stärke, das dunkelbraune Endokarp ist extrem hart, holzig und bis 1,5 cm dick, es ist etwa 3,5–7,5 cm im Durchmesser. Die Früchte wiegen ca. 80–250 Gramm. Im Inneren befinden sich einer bis acht (bis elf) abgeflachte, ellipsoide Samen, mit dünner, dunkelbrauner Samenschale, von 2–5 cm Länge und 1–2 cm Dicke. Die einzelnen Kerne wiegen etwa 3–9 Gramm. Sie besitzen ein öliges, weißes Endosperm, welches ca. 60–70 % Fett und ca. 7 % Protein enthält. Die Fruchtstände tragen 100–600 Früchte und können bis zu 90 kg schwer werden. Außen auf der Schale (Exokarp) befinden sich braune, puderige Schuppen. Die Samen machen etwa 6–10 % des Fruchtgewichts aus. Als die Früchte 1867 das erste Mal nach England kamen, konnten sie nicht geknackt werden, sie wurden darum ins Meer geworfen.
Hauptbestäuber sind Käfer (Mystrops; Glanzkäfer Nitidulidae), (Phyllotrox; Curculionoidea) und Bienen (Trigona). In offener Landschaft wird die Palme auch Windbestäubt. Die Verbreitung der Samen geschieht zoochor durch Kapuzineraffen, Südamazonische Rothörnchen, Nagetiere (Agutis, Grüne Acouchis, Brauner Goldhase Dasyprocta variegata u. a.), Wildschweine, Nabelschweine (Pekaris), auch Schakuhühner (Pipile) und Papageien u. a.

## Verbreitung und Standorte
Die Babassupalme ist im südlichen Bereich des Amazonasbeckens vom Atlantik bis Bolivien heimisch und reicht im Norden über den östlichen und zentralen Amazonas bis Guyana und Surinam. Die meisten Bestände befinden sich allerdings südlich des Amazonas. In Maranhão und Piauí gibt es Babassu-Bestände mit bis zu 10.000 Palmen pro Hektar. Dies sind vorwiegend junge Pflanzen, die sich auf gestörten Standorten besonders leicht ansiedeln. Diese sogenannte Babassu-Zone erstreckt sich über rund 150.000 km2 im Südosten des Amazonasgebietes, häufig am Übergang vom Wald zur Savanne.
Bezüglich der Standortbedingungen ist die Babassupalme relativ anspruchslos. Meist wächst sie auf guten Böden bei hohen Niederschlägen. Sie kommt auch in trockeneren Gebieten vor, hier aber eher entlang der Flussläufe. Überschwemmungen verträgt sie allerdings nicht. Als optimal für das Wachstum gelten 1500 bis 2500 mm jährlicher Niederschlag.

## Nutzung
Babassupalmen werden weniger in Plantagen angebaut, sondern es werden die natürlichen Bestände gefördert und genutzt. Junge, dichte Bestände werden dabei durch die Ernte von Palmherzen ausgedünnt, da dabei die Palmen absterben. Ältere und rein männliche Palmen werden ebenso eliminiert.
Die Quebradeiras de Coco Babaçu (Sammlerinnen der Babassu-Frucht) sind traditionelle Gemeinschaften in Brasilien, die ihre kollektive Identität explizit auf einer ökonomischen Tätigkeit von Frauen begründen. Ihre Sammelgebiete in Maranhão, Pará, Piauí und Tocantins wurden seit 1950 zunehmend eingezäunt. Sie forderten daher den freien Zugang zu den Babaçu-Gebieten „Terra Babaçu livre“ (Freies Babaçu-Land). Einige Gesetze auf Gemeindeebene garantieren heute den freien Zugang (Lei Babaçu Livre). Als anerkannte traditionelle Gemeinschaft wird der gesetzliche Schutz durch ein Dekret erweitert. Die Direktvermarktung der Babassu-Produkte; Babassuöl, -milch (mischen der zerkleinerten Kerne mit Wasser), -mehl (aus dem Mesokarp), Seife, Körbe u. a. wird derzeit über Genossenschaften intensiviert.
Das Exokarp (ca. 10–15 %) dient als Brennstoff, das Mesokarp (ca. 20–25 %) wird für industrielle Stärke, Glukose und Alkohol oder Viehfutter genutzt, das Endokarp (ca. 55–62 %) wird verkohlt oder als Substrat für Hydrokulturen verwendet. Die Samen können roh oder gekocht gegessen werden. Gebrochene Kerne werden an Schweine verfüttert, da sie für die Ölgewinnung ungeeignet sind, weil das Fett schnell ranzig wird.
Der Blütenstandsstiel liefert eine zuckerhaltige Flüssigkeit, die bei der Vergärung alkoholhaltig wird und von den Indianern konsumiert wird. Im Norden Brasiliens wird die Babassu für die Herstellung von Palmwein verwendet. Die Stümpfe, die nach der Ernte übrig geblieben sind, werden ausgehöhlt und der Saft, der sich in der Höhle ansammelt, wird gären gelassen.

## Taxonomie
Die Babassupalme wurde 1826 von Carl Friedrich Philipp von Martius in Historia Naturalis Palmarum Band 2, Seite 138 erstbeschrieben.
Die Babassupalme wird heute unter dem Namen Attalea speciosa Mart. geführt. Ein häufig verwendetes Synonym ist Orbignya speciosa (Mart.) Barb.Rodr., es gibt allerdings noch etliche weitere Synonyme.

## Filmdokumentation
- Instituto Sociedade, População e Natureza: Babaçu - Florest de Via (Babassu – Wald des Lebens) auf YouTube, abgerufen am 13. Januar 2022 (portugiesisch; mit engl. Untertiteln, Dokumentation, 26 Min., Erstsendung: 7. Juli 2015)..